# Dysderina improvisa
Dysderina improvisa là một loài nhện trong họ Oonopidae.
Loài này thuộc chi Dysderina. Dysderina improvisa được Arthur M. Chickering miêu tả năm 1968.